# Чаргхат
Чаргхат (бенг. চারঘাট, англ. Charghat) — город и муниципалитет на северо-западе Бангладеш, административный центр одноимённого подокруга. Площадь города равна 3,75 км². По данным переписи 2001 года, в городе проживало 35 484 человека, из которых мужчины составляли 52,26 %, женщины — соответственно 47,74 %. Уровень грамотности населения составлял 48,3 % (при среднем по Бангладеш показателе 43,1 %). 